# Wenfeng (socken i Kina, Sichuan)
Wenfeng (kinesiska: 文峰乡, 文峰) är en socken i Kina. Den ligger i provinsen Sichuan, i den sydvästra delen av landet, omkring 330 kilometer öster om provinshuvudstaden Chengdu. Antalet invånare är 11 514. Befolkningen består av 5 590 kvinnor och 5 924 män. Barn under 15 år utgör 24,0 %, vuxna 15-64 år 67 %, och äldre över 65 år 8,0 %.
Genomsnittlig årsnederbörd är 1 649 millimeter. Den regnigaste månaden är juli, med i genomsnitt 310 mm nederbörd, och den torraste är december, med 10 mm nederbörd.